# Cratere Malingee
Malingee è un cratere sulla superficie di Umbriel.